# Четверо з Чорсанга
«Четверо з Чорсанга» — радянський двосерійний телефільм 1972 року, знятий режисером Маргаритою Касимовою на кіностудії «Таджикфільм».

## Сюжет
Про долі чотирьох друзів: Давлята, Наїма, Хайдара та Гульшан, які виросли в одному таджицькому кишлаку. Їхня дружба проходить випробування часом та життєвими обставинами. Так, вони рятують від шлюбу з нелюбим багатієм Гульшан, наречену Давлята, забравши її до міста. Через кілька років звільняють самого Давлята, який виявляється серед полонених басмачів, які працюють на будівництві. Співчуття, доброта, взаєморозуміння пересилують всі образи і скріплюють стосунки чотирьох друзів.

## У ролях
- Кадир Юлдашев — Наїм
- Хабібулло Абдуразаков — Хайдар
- Гульсара Абдуллаєва — Гульшан
- Галіб Ісламов — Давлят
- Аліна Немченко — Ольга
- Роман Хомятов — Сізов
- Алла Будницька — Інга
- Туті Гафарова — епізод
- Хашим Гадоєв — Максуд
- Махбуба Халікова — епізод
- Хайдар Шаймарданов — епізод
- Соджіда Гулямова — епізод
- А. Джураєв — епізод
- Гурміндж Завкібеков — епізод
- Махмуд Тахірі — коваль
- Пулат Ахмедов — міліціонер
- А. Тулаєв — епізод
- Абдулхамід Нурматов — епізод
- Махамадалі Мухамадієв — епізод
- Ісфандієр Гулямов — виконроб
- М. Васіна — епізод

## Знімальна група
- Режисер — Маргарита Касимова
- Сценарист — Анатолій Безуглов
- Оператор — Заур Дахте
- Композитор — Шарофіддін Сайфіддінов
- Художник — Давид Ільябаєв